# ダニエル・ダリュー
ダニエル・ダリュー（Danielle Darrieux、本名: ダニエル・イボンヌ・マリー・アントワネット・ダリュー、1917年5月1日 - 2017年10月17日）は、フランスの女優。110以上の映画に出演しているフランス古典派美人女優の代表格。

## 来歴
医者の娘としてフランス南西部ボルドーで生まれる。その父親は第一次世界大戦の間、フランス軍に勤めていたが、彼女が7歳の時死んだ。ダリューはその後パリで育って、音楽学校でチェロを学んだ。
14歳の時、『ル・バル』 (1931) の主役で映画デビュー。1936年、シャルル・ボワイエと共演した『うたかたの恋』で悲恋の令嬢マリーを演じ、一躍国際的なスターとなる。
第二次世界大戦の間、フランスがドイツ軍占領下にもかかわらず、しばらく演劇活動を続けたため、彼女は同胞によってひどく批判された。しかし、映画会社から、ドイツに彼女の兄弟を追放すると脅迫されていたので、ダリューは従わざるを得なかった。
戦後は、『輪舞』 (1950)、『赤と黒』 (1954)、『チャタレイ夫人の恋人』 (1955) のような文芸作品で人気を博した。ただし、『チャタレイ夫人の恋人』は、そのエロチックな内容のため、アメリカではカトリック検閲官によって放映禁止となった。
1960年代には歌手としてコンサート活動を行い、レコードも出している。1970年にはブロードウェイ・ミュージカル『Coco』にキャサリン・ヘプバーンの代役として主演。1980年代にはパリの劇場でミュージカル『ジジ』を演じている。
1930年代初頭から21世紀の現在に至るまでの、その80年間に及ぶ長いキャリアは、ミシュリーヌ・プレールを凌ぐ。
1962年、レジオンドヌール勲章を受勲。1985年度の第10回セザール賞で名誉賞を受賞。
1999年、アメリカン・フィルム・インスティチュートの選ぶ「伝説の映画スター100人（男優50人・女優50人）」の中には選ばれなかったが、その選考の際ノミネートされた500人（男優250人・女優250人）のリストには入った。そのリストの中でフランス映画女優としては他にアナベラ、シモーヌ・シモンのみであり、ノミネートされた中で彼女は数少ない存命かつ現役俳優の1人だった。ちなみにダリュー自身はアメリカ映画に4本、イギリス映画に1本出演しただけである。
2002年には、新鋭フランソワ・オゾン監督の映画『8人の女たち』に出演。歌と踊りも披露して、80代でもフランス映画界の現役女優であることを全世界に示した。この作品でカトリーヌ・ドヌーヴ、エマニュエル・ベアールら他の7人の共演女優たちと共にベルリン国際映画祭銀熊賞を受賞した。その後も映画出演を続けている。
プライベートでは1935年に映画監督・脚本家のアンリ・ドコワンと結婚するが1941年に離婚。ドコワンはしばしば自分の製作する作品にダリューを主演させて、彼女の映画経歴を助けた。また、彼はハリウッド映画に進出するよう妻に促したが、ダリューはほんの短期間アメリカで活動した後すぐにフランスに戻った。
1942年に、ドミニカ共和国外交官で悪名高い女たらしのポルフィリオ・ルビロサと結婚するが、ルビロサは彼の反ナチ的な意見のためドイツへ強制移住させられた。ダリューは夫の解放と引きかえに、女優としてベルリンでプロモーション旅行をした。彼らは戦争の終わりまでスイスに住んでいたが、1947年にアメリカ人女性富豪のドリス・デュークがルビロサと結婚したいが為に、ダリューに100万ドルの手切金を差し出したことで、全く揉めることもなく二人の離婚が成立した。
1948年に結婚した脚本家のジョルジュ・ミトキシデスとは、彼が死去する1991年まで連れ添った。
2017年10月17日、フランスの自宅で死去した（満100歳没）。

## 主な出演作品
| 公開年 | 邦題 原題                                                    | 役名                       | 備考                                                                                                  |
| ------ | ------------------------------------------------------------ | -------------------------- | --- |
| 1931   | ル・バル Le Bal                                              | アントネッタ               | |
| 1934   | 吼えろ!ヴォルガ Volga en flammes                             |                            | |
| 1934   | 不景気よさようなら La crise est finie                        | ニコル                     | |
| 1935   | 恋愛交叉点 Quelle drôle de gosse!                            | ルーシー                   | |
| 1936   | 不良青年 Un mauvais garçon                                   | ジャクリーン               | |
| 1936   | うたかたの恋（原表記は旧字を使用「うたかたの戀」） Mayerling | マリー                     | |
| 1936   | 隊長ブーリバ Tarass Boulba                                   | マリナ                     | |
| 1936   | 禁男の家 Club de femmes                                      | クレール・リヴィエ         | |
| 1936   | 旅順港 Port-Arthur                                           | ボリスの妻                 | |
| 1938   | 背信 Abus de confiance                                       | リディア                   | |
| 1938   | 巴里の評判娘 The Rage of Paris                               | ニコル                     | |
| 1938   | カチアの恋 Katia                                             | カトリーヌ                 | |
| 1938   | 暁に帰る Retour à l'aube                                     | アニタ                     | |
| 1947   | モロッコ守備隊 Bethsabée                                     | アラベラ                   | |
| 1948   | ルイ・ブラス Ruy Blas                                        |                            | |
| 1950   | 輪舞 La Ronde                                                | エマ                       | |
| 1952   | 快楽 Le Plaisir                                              | マダム・ロサ               | |
| 1952   | 五本の指 5 Fingers                                           | アンナ・スタヴィスカ       | |
| 1952   | 愛すべき御婦人たち Adorables créatures                       |                            | |
| 1953   | たそがれの女心 Madame de...                                  | ルイーズ                   | |
| 1954   | 赤と黒 Le Rouge et le Noir                                   | レナール夫人               | |
| 1955   | ナポレオン Napoléon                                          | エレオノール・ドニュエル   | |
| 1955   | チャタレイ夫人の恋人 L'Amant de lady Chatterley              | チャタレイ夫人             | |
| 1956   | アレキサンダー大王 Alexander the Great                       | オリュンピアス             | |
| 1957   | 忘れえぬ慕情 Typhon sur Nagasaki                             | フランソワーズ・ファーブル | |
| 1957   | 奥様ご用心 Pot-Bouille                                       | カロリーヌ                 | |
| 1958   | 夜の放蕩者 Le désordre et la nuit                            | テレーズ                   | |
| 1959   | 自殺への契約書 Marie-Octobre                                 | マリー＝ヘレン             | |
| 1959   | いまだ見ぬひと Les yeux de l'amour                           | ジャンヌ                   | |
| 1960   | 45回転の殺人 Meurtre en 45 tours                             | エヴァ                     | |
| 1961   | 女になる季節 The Greengage Summer                            | マダム・ジジ               | |
| 1962   | 悪い女 Le crime ne paie pas                                  |                            | |
| 1962   | フランス式十戒 Le Diable et les Dix Commandements            |                            | |
| 1963   | 青髭 Landru                                                  |                            | |
| 1963   | 二重生活 Du grabuge chez les veuves                          |                            | |
| 1967   | ロシュフォールの恋人たち Les Demoiselles de Rochefort        | イヴォンヌ                 | |
| 1968   | 哀愁のみずうみ Vingt-quatre heures de la vie d'une femme     | アリス                     | |
| 1968   | ペルーの鳥 Les oiseaux vont mourir au Pérou                  | フェルナンデ夫人           | |
| 1976   | 脱獄の報酬 L'Année sainte'                                   | クリスティーナ             | |
| 1982   | 都会のひと部屋 Une chambre en ville                          | マーゴット                 | |
| 1986   | 夜を殺した女 Le lieu du crime                                |                            | |
| 1986   | 肉体と財産 Corps et biens                                    | マダム・クランツ           | |
| 1998   | 僕と一緒に幾日か Quelques jours avec moi                     |                            | |
| 2002   | 8人の女たち 8 femmes                                         | マミー                     | ベルリン国際映画祭 銀熊賞 受賞（8人の女優に対して） ヨーロッパ映画賞 女優賞 受賞（8人の女優に対して） |
| 2003   | 危険な関係 Les liaisons dangereuses                          |                            | テレビ・ミニシリーズ                                                                                  |
| 2007   | ゼロ時間の謎 L'Heure zéro                                    | カミーラ・トレシリアン     | |
| 2007   | ペルセポリス Persepolis                                      | マルジの祖母               | 声の出演                                                                                              |

## 日本のテレビ番組出演
- スター千一夜（フジテレビ）　-　1963年11月16日

## 関連書籍
- 「フランソワーズ・アルヌール自伝　映画が神話だった時代」（石木まゆみ／訳。カタログハウス） ISBN 4-905943-49-3
- 「思ひ出55話　松竹大船撮影所」（森田郷平・大嶺俊順 編。集英社新書） ISBN 4-08-720253-4